# Bob Marley emlékére
A  Bob Marley emlékére  egy 1996-os Ladánybene 27-album. A Mahasz Top 40 lemezeladási listán a 9. helyig jutott megjelenésekor.

## Számok
1. Chant down Babylon (Bob Marley) 3:21
2. Could you be loved (Bob Marley) 3:25
3. Roots rock reggae  (Bob Marley) 4:22
4. Johnny was (Rita Marley) 3:53
5. One love – People get ready (Bob Marley) 3:10
6. Get Up, Stand Up (Bob Marley / Peter Tosh) – Punky Reggae    Party (Marley) – War (A.Cole/C.Barrett) –  No More Trouble (Marley) – Exodus (Marley) 9:27
7. Kinky reggae (Bob Marley) 4:16
8. Trenchtown rock (Bob Marley) 3:51
9. Stir it up (Bob Marley) 4:31
10. Coming in from the cold (Bob Marley) 5:02
11. Natural mystic – Running away (Bob Marley) 7:06
12. Them belly full (Bob Marley) 4:06
13. I shot the sheriff (Bob Marley) 5:05
14. Lively up yourself (Bob Marley) 4:45
15. Redemption song (Bob Marley) 4:10

## Zenészek
- Árokszállási RasTamás – dob, ritmushangszerek, ének (6)
- Bodnár Tibor – gitár, ritmushangszerek, vokál, ének (15)
- Bokó Zoltán – billentyűs hangszerek
- Hertelendi "Rasta" István – basszusgitár
- Huba Zoltán – szoprán- és tenorszaxofon
- László M. Miksa – ének, vokál, feeling
- Lewy Brandy – konga, ritmushangszerek, vokál
- Tóth Gábor – gitár, vokál

## Közreműködtek
- Moór Betty – vokál
- Répássy Erika – vokál
- Szebeni Zsolt – billentyűsök
- Ducsai Szabolcs – trombita
- Skerlecz Gábor – harsona
- Fekete Jenő – gitár, ének (12)
- Mezőfi István – dob (12)
- Hangmérnök: Ottó Tivadar
- Zenei rendező: Bodnár Tibor, Árokszállási RasTamás
- Management: Bengyel Gyula, Pétervári Zoltán
- Borító terv: Árokszállási RasTamás, Bodnár Tibor
- Grafika és nyomdai előkészítés: LMI stúdió
- Nyomdai kivitelezés: Recent Kft.